# Sikorsky (cratère)
Pour les articles homonymes, voir Sikorsky.
Sikorsky est un cratère d'impact sur la face cachée de la Lune.
Le nom est une référence au pionnier russo-américain de l'aviation Igor Sikorsky.